# ラウール・ガルシア・カルネロ
ラウール・ガルシア（Raúl García、1989年4月30日 - ）はスペイン・ア・コルーニャ出身のサッカー選手。ポジションはDF。

## 経歴
2010年4月4日のアトレティコ・マドリード戦でラ・リーガデビュー。
2014年7月14日、UDアルメリアとの契約を満了した。直後にデポルティーボ・アラベスに完全移籍。
2017年6月5日、CDレガネスと3年契約を結んだ。
2019年1月、ジローナFCに移籍した。
2019年7月1日、ヘタフェCFに3年契約で移籍した。
2020年、レアル・バリャドリードにレンタル移籍した。同年7月28日に完全移籍となり、3年契約を結んだ。